# Ibiza Bar
Singles de Pink Floyd
Point Me at the Sky / Careful with That Axe, Eugene
(1968) One of These Days / Fearless
(1971)
Pistes de More
Main Theme More Blues
Ibiza Bar est une chanson de Pink Floyd, figurant sur l'album More. C’est le neuvième morceau de l’album. Dans le film, l'établissement « Ibiza Bar » ne se trouve pas à Ibiza mais à Paris.
C’est une chanson assez similaire à The Nile Song présente sur le même album. Elle flirte elle aussi avec le hard rock. Le groupe The Replicants ainsi que la formation grunge de Seattle Love Battery en ont fait une reprise.

## Crédits
- David Gilmour - guitare, chant
- Nick Mason – batterie, percussions
- Roger Waters – guitare basse
- Rick Wright – orgue, piano

## Liens
- Site officiel de Pink Floyd
- Site officiel de Roger Waters
- Site officiel de David Gilmour